# Promozione Liguria 1953-1954
La Promozione fu il massimo campionato regionale di calcio disputato in Liguria nella stagione 1953-1954.
A ciascun girone, che garantiva al suo vincitore la promozione in IV Serie a condizione di soddisfare le condizioni economiche richieste dai regolamenti, partecipavano sedici squadre, ed era prevista la retrocessione delle quattro peggio piazzate, anche se erano possibili aggiustamenti automatici per ripartire fra le appropriate sedi locali le squadre discendenti dalla IV Serie.

## Girone A

### Squadre Partecipanti
| Squadra               | Città (provincia)             | Stagione precedente |
| --------------------- | ----------------------------- | ------------------- |
| S.C. Alassio          | Alassio (SV)                  |                     |
| U.S. Albisola         | Albissola Marina (SV)         |                     |
| U.S. Cairese          | Cairo Montenotte (SV)         |                     |
| U.S. Corniglianese    | Genova (Quart. Cornigliano)   |                     |
| U.S. Dianese          | Diano Marina (IM)             |                     |
| A.S. Finalese         | Finale Ligure (SV)            |                     |
| U.S. Imperia          | Imperia                       |                     |
| A.C. Pegliese         | Genova (Quart. Pegli)         |                     |
| U.S. Sampierdarenese  | Genova (Quart. Sampierdarena) |                     |
| F.B.C. Savona         | Savona                        |                     |
| F.C. Vado             | Vado Ligure (SV)              |                     |
| A.C. Valle Bordighera | Bordighera (IM)               |                     |
| F.B.C. Varazze        | Varazze (SV)                  |                     |
| F.B.C. Veloce         | Savona                        |                     |
| U.S. Ventimigliese    | Ventimiglia (IM)              |                     |

### Classifica finale
|  | Pos. | Squadra          | Pt  | G   | V   | N   | P   | GF  | GS  | DR  |
|  | ---- | ---------------- | --- | --- | --- | --- | --- | --- | --- | --- |
|  | 1.   | Vado             | 43  | 28  | 17  | 9   | 2   | 69  | 33  | +36 |
|  | 2.   | Veloce Savona    | 35  | 28  | 15  | 5   | 8   | 47  | 31  | +16 |
|  | 3.   | Varazze          | 34  | 28  | 14  | 6   | 8   | 45  | 29  | +16 |
|  | 3.   | Imperia          | 34  | 28  | 14  | 6   | 8   | 55  | 42  | +13 |
|  | 5.   | Alassio          | 31  | 28  | 11  | 9   | 8   | 57  | 37  | +20 |
|  | 6.   | US Albisola 1909 | 30  | 28  | 8   | 14  | 6   | 41  | 42  | -1  |
|  | 6.   | Sampierdarenese  | 30  | 28  | 11  | 8   | 9   | 44  | 47  | -3  |
|  | 8.   | Ventimigliese    | 28  | 28  | 9   | 10  | 9   | 40  | 44  | -4  |
|  | 9.   | Corniglianese    | 27  | 28  | 8   | 11  | 9   | 31  | 37  | -6  |
|  | 9.   | Savona           | 27  | 28  | 11  | 5   | 12  | 35  | 44  | -9  |
|  | 11.  | Dianese          | 24  | 28  | 6   | 12  | 10  | 34  | 44  | -10 |
|  | 12.  | Pegliese         | 23  | 28  | 8   | 7   | 13  | 33  | 40  | -7  |
|  | 13.  | Finalese         | 22  | 28  | 7   | 8   | 13  | 33  | 40  | -7  |
|  | 14.  | Valle Bordighera | 19  | 28  | 7   | 5   | 16  | 33  | 50  | -17 |
|  | 15.  | Cairese          | 13  | 28  | 5   | 3   | 20  | 31  | 63  | -32 |
|  |      |                  | 420 | 420 | 151 | 118 | 151 | 628 | 628 | 0   |

Legenda:
      Promosso in IV Serie 1954-1955.
  Retrocesso e in seguito riammesso.
      Retrocesso in Prima Divisione 1954-1955.
Regolamento:
Due punti a vittoria, uno a pareggio, zero a sconfitta.

## Girone B

### Squadre Partecipanti
| Squadra              | Città (provincia)                   | Stagione precedente |
| -------------------- | ----------------------------------- | ------------------- |
| U.S. Bolzanetese     | Genova (Quart. Bolzaneto)           |                     |
| A.C. Entella         | Chiavari (GE)                       |                     |
| F.B.C. Grifone       | Genova                              |                     |
| G.S. I.N.M.A.        | La Spezia                           |                     |
| U.S. Lavagnese       | Lavagna (GE)                        |                     |
| S.G. Levanto         | Levanto (SP)                        |                     |
| Pol. Migliarinese    | La Spezia (Quart. Migliarina)       |                     |
| U.S. Novese          | Novi Ligure (AL)                    |                     |
| U.S. Pontedecimo     | Genova (Quart. Pontedecimo)         |                     |
| U.S. Prè Gabbai      | Genova (Quart. Prè)                 |                     |
| S.C. Riva Trigoso    | Riva Trigoso di Sestri Levante (GE) |                     |
| A.C. Sammargheritese | Santa Margherita Ligure (GE)        |                     |
| U.S. Santerenzina    | San Terenzo di Lerici (SP)          |                     |
| U.S. Sarzanese 1906  | Sarzana (SP)                        |                     |
| U.S. Serravallese    | Serravalle Scrivia (AL)             |                     |
| A.C. Spezia          | La Spezia                           |                     |

### Classifica finale
|  | Pos. | Squadra         | Pt  | G   | V   | N   | P   | GF  | GS  | DR  |
|  | ---- | --------------- | --- | --- | --- | --- | --- | --- | --- | --- |
|  | 1.   | Novese          | 49  | 30  | 19  | 7   | 4   | 88  | 25  | +63 |
|  | 2.   | Sammargheritese | 43  | 30  | 18  | 7   | 5   | 55  | 34  | +21 |
|  | 3.   | I.N.M.A.        | 36  | 30  | 12  | 12  | 6   | 44  | 29  | +15 |
|  | 4.   | Sarzanese 1906  | 35  | 30  | 13  | 9   | 8   | 53  | 30  | +23 |
|  | 4.   | Spezia          | 35  | 30  | 15  | 5   | 10  | 56  | 34  | +22 |
|  | 6.   | Bolzanetese     | 33  | 30  | 10  | 13  | 7   | 41  | 33  | +8  |
|  | 7.   | Riva Trigoso    | 32  | 30  | 10  | 12  | 8   | 32  | 43  | -11 |
|  | 8.   | Lavagnese       | 30  | 30  | 9   | 12  | 9   | 32  | 38  | -6  |
|  | 8.   | Pontedecimo     | 30  | 30  | 8   | 14  | 8   | 39  | 38  | +1  |
|  | 10.  | Prè Gabbai      | 29  | 30  | 11  | 7   | 12  | 46  | 43  | +3  |
|  | 10.  | Entella         | 29  | 30  | 9   | 11  | 10  | 35  | 36  | -1  |
|  | 12.  | Serravallese    | 28  | 30  | 7   | 14  | 9   | 45  | 47  | -2  |
|  | 13.  | Migliarinese    | 25  | 30  | 7   | 11  | 12  | 30  | 44  | -14 |
|  | 14.  | Santerenzina    | 24  | 30  | 7   | 10  | 13  | 31  | 45  | -14 |
|  | 15.  | Grifone         | 15  | 30  | 5   | 5   | 20  | 32  | 83  | -51 |
|  | 16.  | Levanto         | 11  | 30  | 2   | 7   | 21  | 20  | 77  | -57 |
|  |      |                 | 480 | 480 | 162 | 156 | 162 | 679 | 679 | 0   |

Legenda:
      Promosso in IV Serie 1954-1955.
  Retrocesso e in seguito riammesso.
      Retrocesso in Prima Divisione 1954-1955.
  Non disputa il campionato successivo.
Regolamento:
Due punti a vittoria, uno a pareggio, zero a sconfitta.